# Rubber room (bunker)

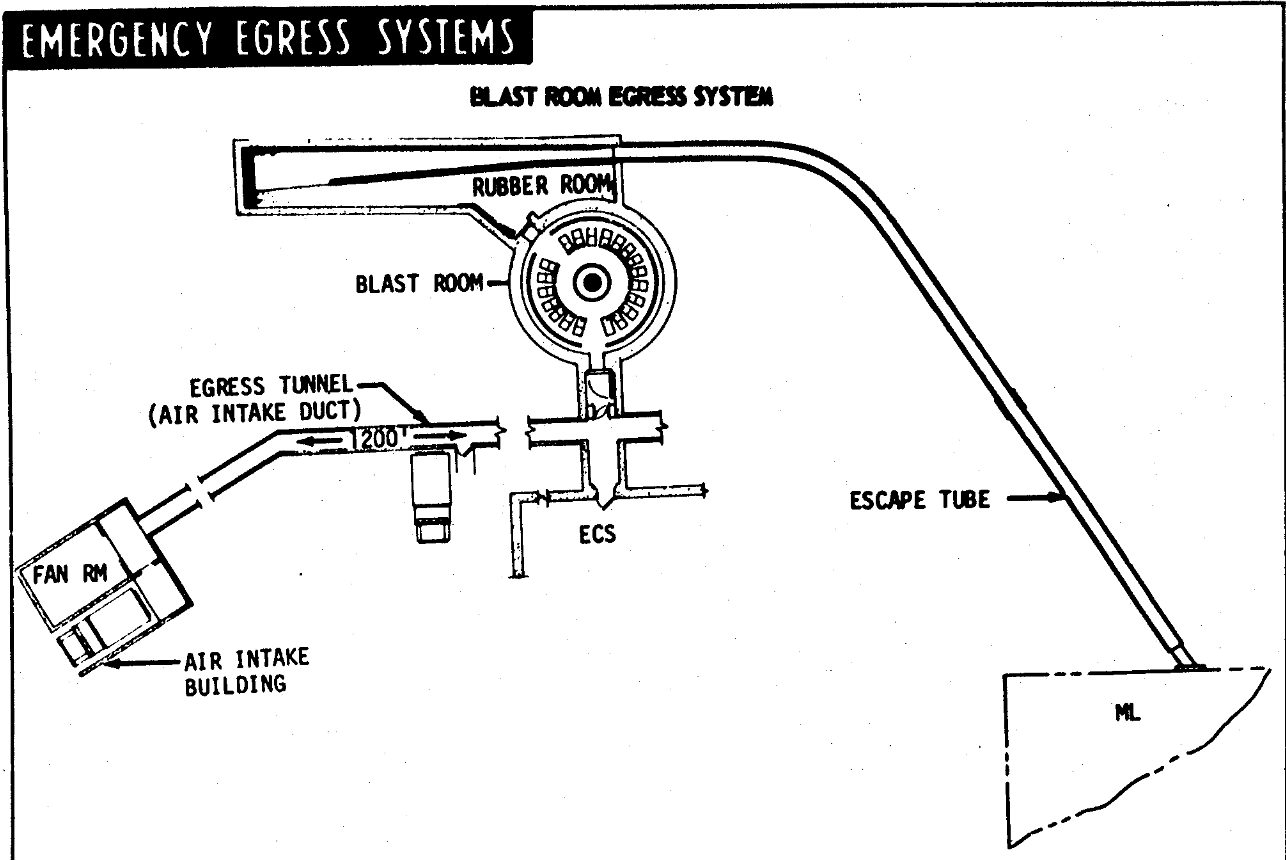
Layout della stanza di gomma che mostra lo scivolo di ingresso e il tunnel di uscita. La rampa di lancio è in basso a destra, designata "ML".

La stanza di gomma è il soprannome dato ai bunker di uscita di emergenza situati a 40 piedi (12 m) sotto le piattaforme di lancio del Launch Complex 39 del Kennedy Space Center posti uno sotto ciascuno dei pad LC-39A & LC-39B. Questi bunker furono costruiti negli anni '60 per il programma Apollo, con lo scopo di fornire un rifugio sicuro per il personale sulla rampa di lancio in caso di un'imminente esplosione del razzo Saturn V, quando è richiesta una rapida uscita della piattaforma e i normali metodi di evacuazione richiederebbe troppo tempo. Il bunker è stato progettato per resistere all'esplosione del Saturn V completamente alimentato sulla piattaforma soprastante, e poteva ospitare fino a 20 persone per 24 ore. 

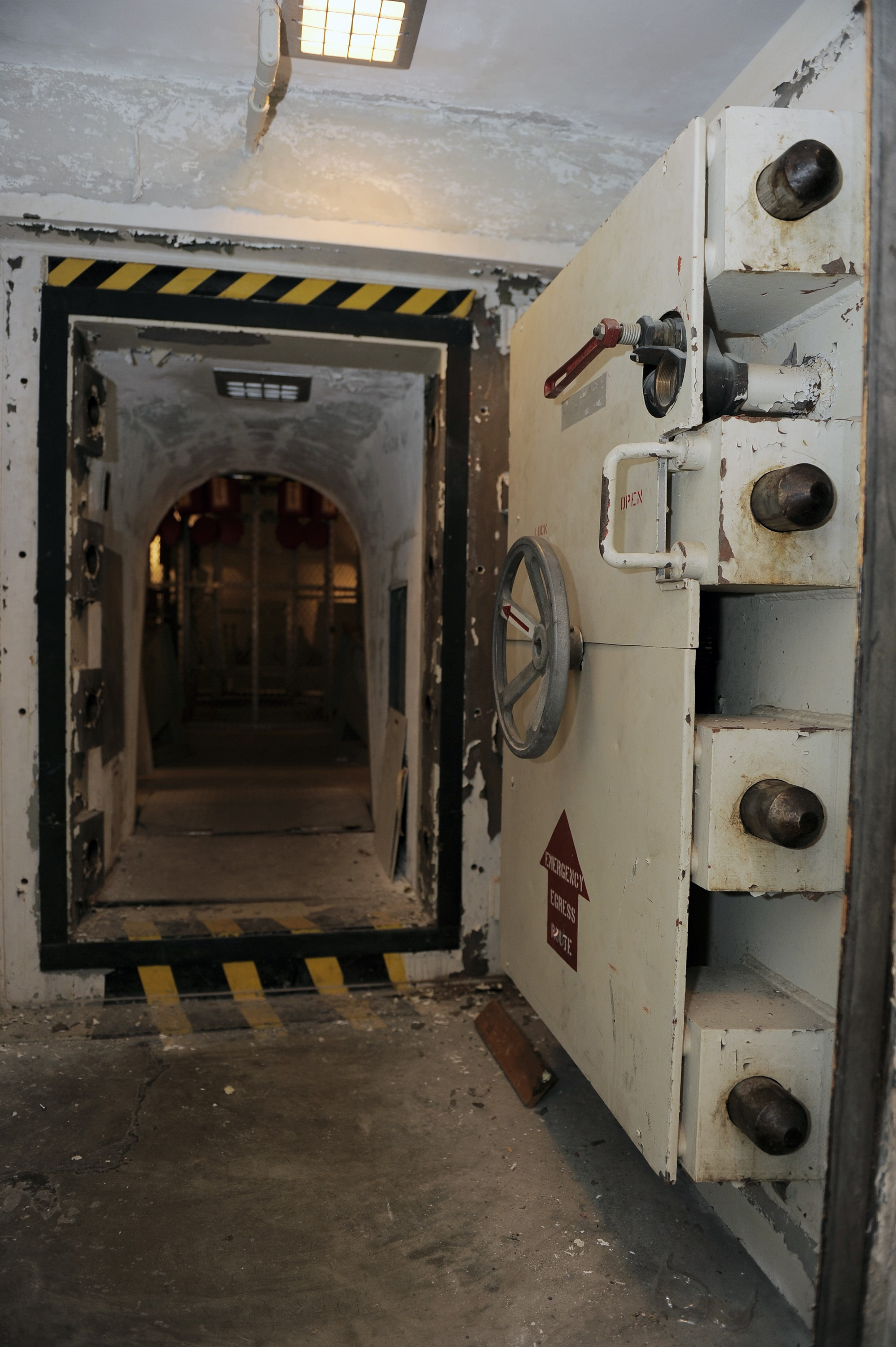
Blast porta alla stanza di gomma, guardando dall'anticamera nella stanza principale

L'accesso al bunker era tramite uno scivolo di scorrimento di 200 piedi (61 m) che iniziava in corrispondenza di un'apertura sulla superficie della rampa di lancio. Il personale sarebbe scivolato giù per questo scivolo che li avrebbe portati in una piccola anticamera imbottita di gomma fuori dalla sala anti esplosione, questa anticamera prese il nome di "stanza di gomma". Questa anticamera imbottita era l'unica parte ufficialmente designata, il soprannome venne usato anche per la sala anti esplosione stessa. Una grande porta d'acciaio, simile alla porta del caveau di una banca, conduceva nel bunker vero e proprio e sarebbe stata chiusa e sigillata quando tutto il personale fosse stato al sicuro all'interno.
Il bunker stesso era di forma circolare con un soffitto a cupola. Il pavimento in cemento era fluttuante, sostenuto da molle e ammortizzatori.  Una volta seduti e legati ai sedili sagomati, il bunker avrebbe protetto gli occupanti dalle forze generate dall'esplosione del razzo sulla rampa di lancio sovrastante, stimato dagli ingegneri della NASA come una palla di fuoco di 430 metri (1 410 ft) larghezza, che brucerebbe per 40 secondi, raggiungendo temperature di 2 500 °F (1 370 °C). Il bunker fu costruito per sopportare una pressione di esplosione di 500 libbre per pollice quadro (3 400 kPa) e 75G di accelerazione.
L'uscita dal bunker è situata alla fine di un  tunnel lungo 366 metri (1 201 ft), che in realtà non è altro che un grande condotto d'aria, che si apriva verso l'esterno in corrispondenza del perimetro del pad. Nel caso in cui questo percorso fosse stato bloccato, c'era un portello di fuga di emergenza nel tetto della cupola.
Il bunker era destinato principalmente all'uso da parte dei lavoratori delle piazzole durante le operazioni di rifornimento e conteggio dei terminali, sebbene fosse in atto un meccanismo per consentire anche all'equipaggio delle navette Apollo di usarlo. Un ascensore ad alta velocità avrebbe portato gli astronauti dal livello d'imbarco della torre di servizio posto a 320 piedi (98 m) di altezza, al livello della superficie della piattaforma di lancio in meno di 30 secondi. Da lì, avrebbero usato lo scivolo sopracitato per portarli al bunker. Questa era la terza via di fuga disponibile per gli astronauti, il primo era il Launch Escape System, e il secondo era l'Emergency Egress Slidewire per fornire un'uscita di emergenza sicura per l'equipaggio della Capsula Apollo in caso di emergenza sulla piattaforma che non richieda l'uso del sistema di interruzione del lancio dell'equipaggio. Il sistema era composto da 7 funi che si estendevano dalla Struttura di Servizio Fissa posta sul pad, fino ad una zona di atterraggio posta a 370 metri (1 200 piedi) a ovest dove li attendeva un M113 appositamente modificato per tale scopo. Su ognuna delle 7 funi era collegato una cesto scorrevole che poteva trasportare fino a 3 persone, e una volta che le ceste venivano sganciate manualmente dalla struttura di servizio, scorrevano lungo le funi ad una velocità di oltre 55 miglia all'ora (89 km/h) portando gli astronauti e le squadre di supporto alla zona di atterraggio sul perimetro occidentale della piattaforma dove li attendeva un veicolo blindato M113 appositamente modificato per tale scopo.
Quest'ultimo sistema fu usato anche durante il programma spaziale dello Space Shuttle e a tutt'oggi dalla SpaceX per l'equipaggio della Crew Dragon e per le squadre di supporto.
Dopo la fine dell'era Apollo, i bunker caddero in rovina. L'acqua si accumulava nei bunker e nei tunnel di uscita e diverse specie di fauna selvatica della Florida si stabilirono. Quando le piattaforme di lancio sono state rinnovate per lo Space Shuttle, i bunker sono stati classificati come "abbandonati sul posto" piuttosto che rinnovati con la piattaforma sopra. A partire dal 2012, il bunker del pad B fu chiusa a causa dei rischi derivati dalla vernice al piombo, ma il bunker del pad A rimane accessibile.
Quando nel 2014 la NASA ha affittato il Launch Complex 39A a SpaceX, nel contratto di locazione ha imposto il requisito che la stanza di gomma, e le altre parti storiche del pad, fosse conservata come manufatti storici.